# Aberration
Aberration és una pel·lícula de terror de 1997 dirigida per Tim Boxell. Va ser ambientat als Estats Units i rodat a Nova Zelanda, i és protagonitzat per Pamela Gidley com una dona que es trasllada a la cabana de la seva antiga infància al bosc. només per descobrir que està envaït per una manada de sargantanes assassines.

## Plot
Un estrany investigador de camp biòleg d'animals local anomenat Marshall Clarke (Simon Bossell) està investigant la desaparició de la fauna local i es troba amb un residu viscós no identificat. Mentrestant, una dona anomenada Amy Harding (Pamela Gidley) es trasllada a la seva antiga cabana als boscos de Langdon, on va passar les vacances familiars de petita, juntament amb el seu gat, Frankie, una gran suma de diners i totes les pertinences personals. Mentre intenta fer habitable la cabana, l'Amy s'adona que una substància humida ha fet malbé un tros de pastís que està a punt de menjar i tem que pugui tenir ratolins. A fora, coneix el senyor Peterson (Norman Forsey), buscant el seu gos Florence, que va ser assassinat per una criatura invisible, li diu que surti de Langdon.
Va a la botiga general propietat de la Sra. Miller (Helen Moulder), i li demana trampes per ratolins, però ella diu que s'han esgotat i, en canvi, prova un repel·lent d'insectes. De tornada a la cabana, descobreix que el bol d'en Frankie està buit i li dona menjar enllaunat. Mentre es banya, els llums s'apaguen i va al seu cobert a comprovar el generador. Mentre hi és, cau un residu viscós al seu cabell. L'Amy torna a la botiga general on la Sra. Miller li presta un verí polvoritzador. Allà, coneix en Marshall i li explica la seva situació, que la porta de tornada a la cabina quan el seu propi cotxe s'avaria. Quan tornen a la cabana, busquen la cuina i alguna cosa mossega la mà de l'Amy. Marshall descobreix les restes del gat d'Amy, Frankie, al terra del bany durant la recerca. Finalment maten una de les criatures semblants a un llangardaix, que Marshall revela que és un gecko mutant que pot escopir verí encegador per paralitzar la seva presa. Intenten marxar enmig d'una tempesta de neu i marxar abans d'estavellar-se.
Finalment s'acosten a la cabana del Sr. Peterson i descobreixen que, també, ha estat infestada per les criatures mentre devoren el seu cos. L'Amy fa volar la cabina del senyor Peterson i, en el procés, el seu camió també. Ara no tenen cap altra alternativa que refugiar-se a la cabana de l'Amy fins que passi la tempesta. Mentre lluiten per les seves vides, Marshall és atacat pel verí verinós d'un dels llangardaixos, mentre que Amy sacrifica el seu peix daurat per un llangardaix que s'ofega, només per descobrir que les criatures són amfíbies, la qual cosa la obliga a electrocutar tirant un llum a la peixera. Aleshores destrueix completament els ous restants a l'àtic.
L'endemà al matí, Marshall s'adona que la seva visió ha tornat quan es desperta amb el so d'algú fora. Coneix l'exnòvio d'Amy, Uri Romanov (Valery Nikolaev), que deixa inconscient a Marshall. L'Amy troba nous ous eclosionant a l'armari abans de trobar-se amb l'Uri, on es revela que el nom real d'Amy és Alex i que ella va fugir d'ell amb els seus propis diners, que ell afirma que són seus. Ella intenta portar a l'Uri a una trampa dient-li que els diners són a l'armari, però sense èxit, quan abat els llangardaixos. L'Amy finalment cedeix i li diu que els diners són a l'àtic. Llavors, l'Amy ataca a l'Uri i cau a la llar de foc fent que els ous caiguin al seu cap i els llangardaixos comencen a menjar-se'l viu, la qual cosa fa que Amy li dispari repetidament. Ella i Marshall incendien la cabina, però fracassen en el seu intent d'acumular els diners abans que la cabina es cremi.
Tots dos escapen al cotxe de l'Uri mentre la cabina es crema. El cotxe comença a trencar-se i en Marshall va a buscar sota el capó, on hi troba ous eclosionant. De sobte, llangardaixos comencen a sortir de diversos llocs dins del cotxe, atacant a l'Amy. Marshall li diu que obriu la porta després que ella accidentalment la tanqués amb el seu pànic. Pren un cigar que ella havia encès i el llença al dipòsit de gasolina, fent volar el cotxe mentre mata simultàniament els llangardaixos. Porta una Amy inconscient a la botiga general i insisteix a la Sra. Miller l'ajuda a extreure un llangardaix que ha menjat la cama de l'Amy. Quan l'elimina, fa que l'Amy cridi de dolor. Quan Marshall busca un llangardaix a la botiga, no sap que està matant a la Sra. Miller. Aconsegueix localitzar una pistola de bengales, però abans que pugui acabar de carregar-la, el llangardaix l'ataca i comença a esgarrapar-lo i mossegar-lo. De sobte, l'Amy apareix i agafa la pistola de bengales, disparant el llangardaix a la boca. Enviat a volar, el llangardaix colpeja la paret i explota. L'Amy i en Marshall cauen al terra i es fan un petó.

## Repartiment
- Simon Bossell com Marshall Clarke
- Pamela Gidley com Amy Harding / Alex Langdon
- Valery Nikolaev com a Yuri Romanov
- Helen Moulder com a Sra. Miller
- Norman Forsey com el Sr. Peterson
- Merlin The Cat com Frankie The Cat
- Frank Welker com els Geckos

## Recepció
La pel·lícula rebé una acollida crítica variada. A Rotten Tomatoes, rebé tres crítiques, una positiva i dues negatives.
Jessica Mellor a News of the World escrigué que la pel·lícula és "un entreteniment absolutament excel·lent... un tracte descarat sorprenent i espantós". Video World digué que la pel·lícula és "una pel·lícula de por desbocada, plena de monstres i que perfora la jugular". Impact digué que la pel·lícula té "rialles, amors i sargantanes de l'infern... què més es pot demanar?!". Samhain digué "la mida no importa... aquests llangardaixos són letals", i Starburst digué que hi ha "gore en abundància en aquesta intrigant pel·lícula de criatura". Efilmcritic.com digué que "durant noranta-tres minuts, aquesta és una llarga pel·lícula avorrida".

### Vídeo domèstic
La pel·lícula s'ha estrenat en format VHS i DVD. Tanmateix, la pel·lícula és gairebé impossible de trobar. Va ser llançat als Estats Units en VHS el 30 de març de 1999 per Artisan Entertainment. També va estar disponible al Regne Unit el 3 d'agost de 1998 a través de Marquee Pictures. La pel·lícula mai no ha estat disponible als Estats Units o al Regne Unit en DVD.
El DVD ha estat llançat a altres països com Japó el 22 de desembre de 2000, per Adoba Pictures, amb pistes estèreo Dolby Digital 2.0 en anglès i japonès i una relació d'aspecte de 4:3. El DVD també està disponible a França, i Noruega, en què el DVD noruec té l'idioma original en anglès, però els subtítols noruecs no es poden treure. El DVD també es va llançar a Alemanya el 15 de maig de 2012, titulat "Echsenjagd", amb pistes estèreo Dolby Digital 2.0 en anglès i alemany.